# Marketa (Dolní Poustevna)
Marketa je malá vesnice, část města Dolní Poustevna v okrese Děčín. Nachází se asi 2,5 km na severovýchod od Dolní Poustevny. Je zde evidováno 27 adres. V roce 2011 zde trvale žilo 24 obyvatel.
Marketa leží v katastrálním území Horní Poustevna o výměře 4,11 km2.

## Historie
První písemná zmínka o obci pochází z roku 1720. Ve vsi stojí kaple Panny Marie de Mercede z roku 1854.

## Obyvatelstvo
|                                                                          | 1869 | 1880 | 1890 | 1900 | 1910 | 1921 | 1930 | 1950 | 1961 | 1970 | 1980 | 1991 | 2001 | 2011 |
| ------------------------------------------------------------------------ | ---- | ---- | ---- | ---- | ---- | ---- | ---- | ---- | ---- | ---- | ---- | ---- | ---- | ---- |
| Obyvatelé                                                                | 176  | 176  | 182  | 166  | 181  | 170  | 196  | 46   | 42   | 58   | 39   | 26   | 32   | 24   |
| Domy                                                                     | 38   | 38   | 33   | 34   | 34   | 34   | 34   | 33   | .    | 15   | 9    | 9    | 10   | 6    |
| Počet domů z roku 1961 je zahrnut v domech místní části Dolní Poustevna. |      |      |      |      |      |      |      |      |      |      |      |      |      |      |